# Ущелина Гомоле

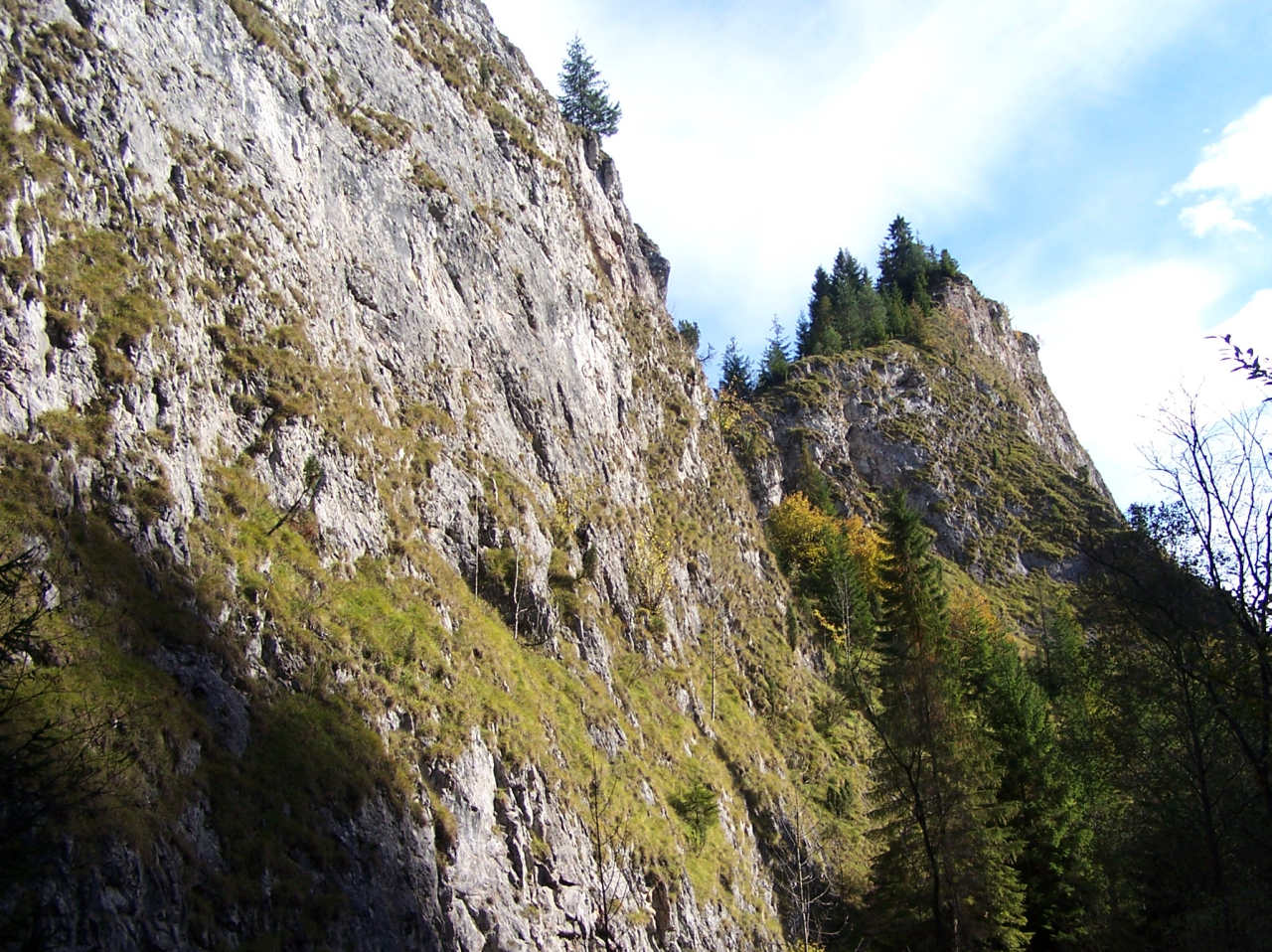
Стіни ущелини

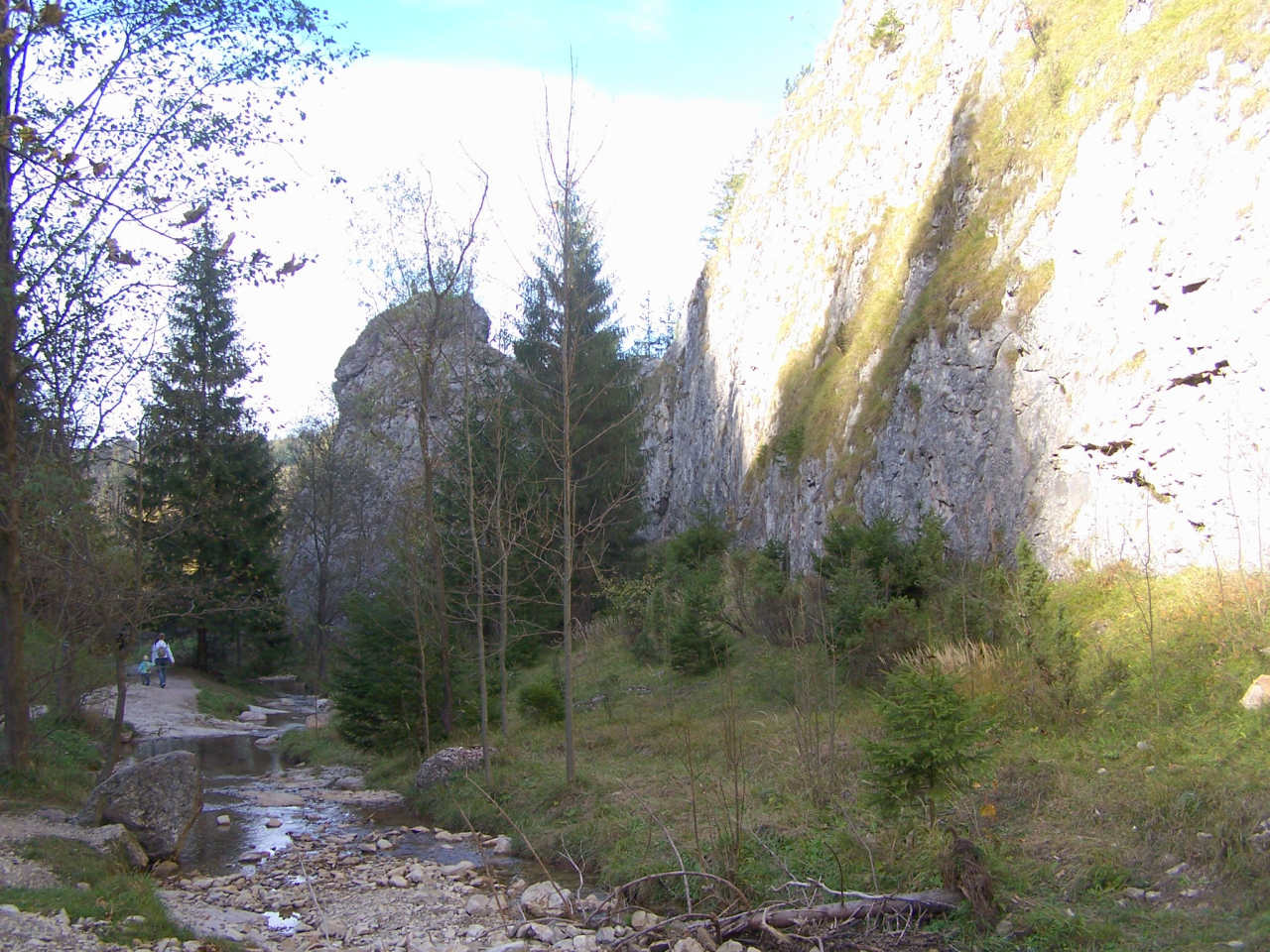
Ущелина Гомоле

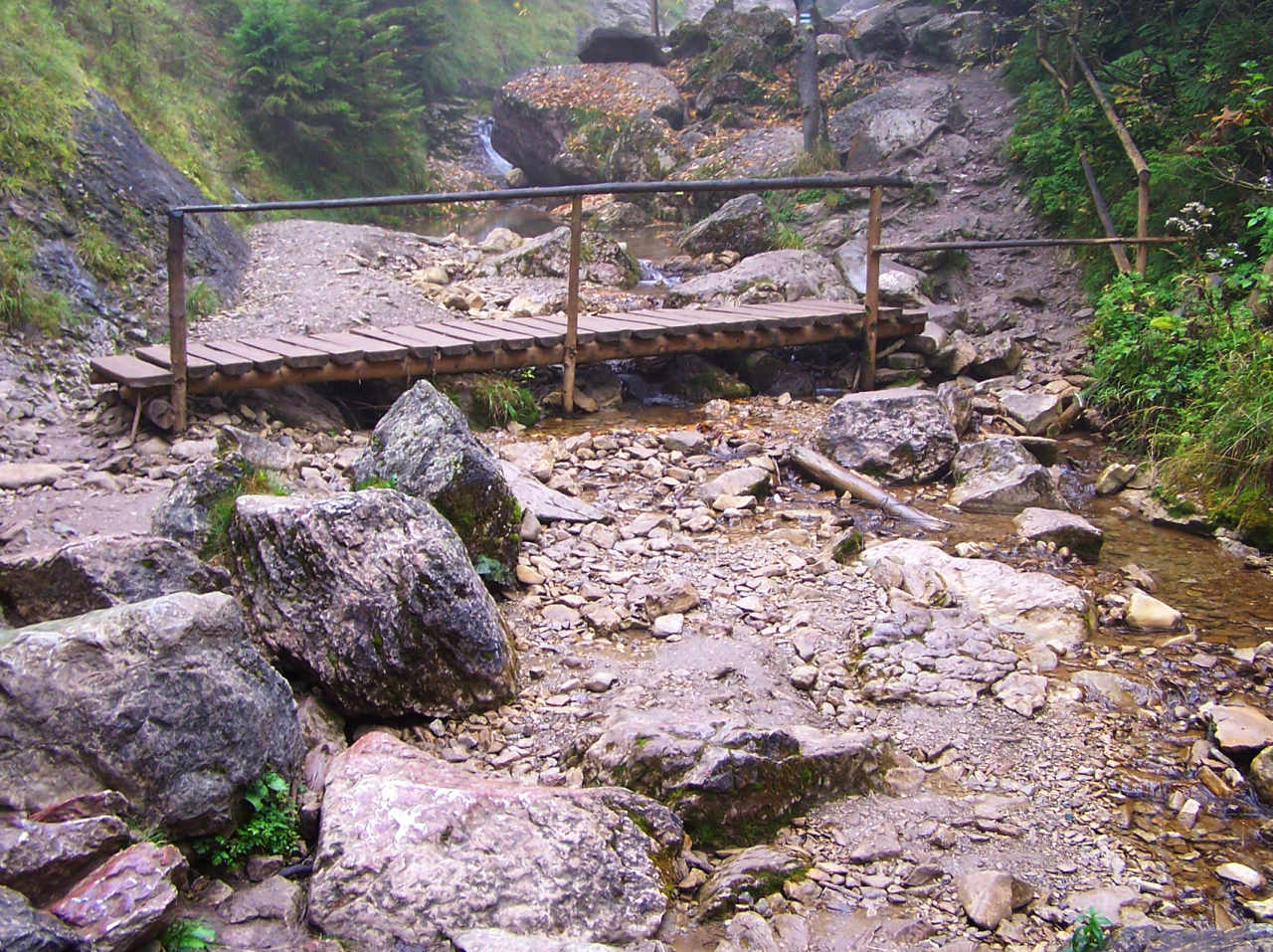
Місток через потік в ущелині

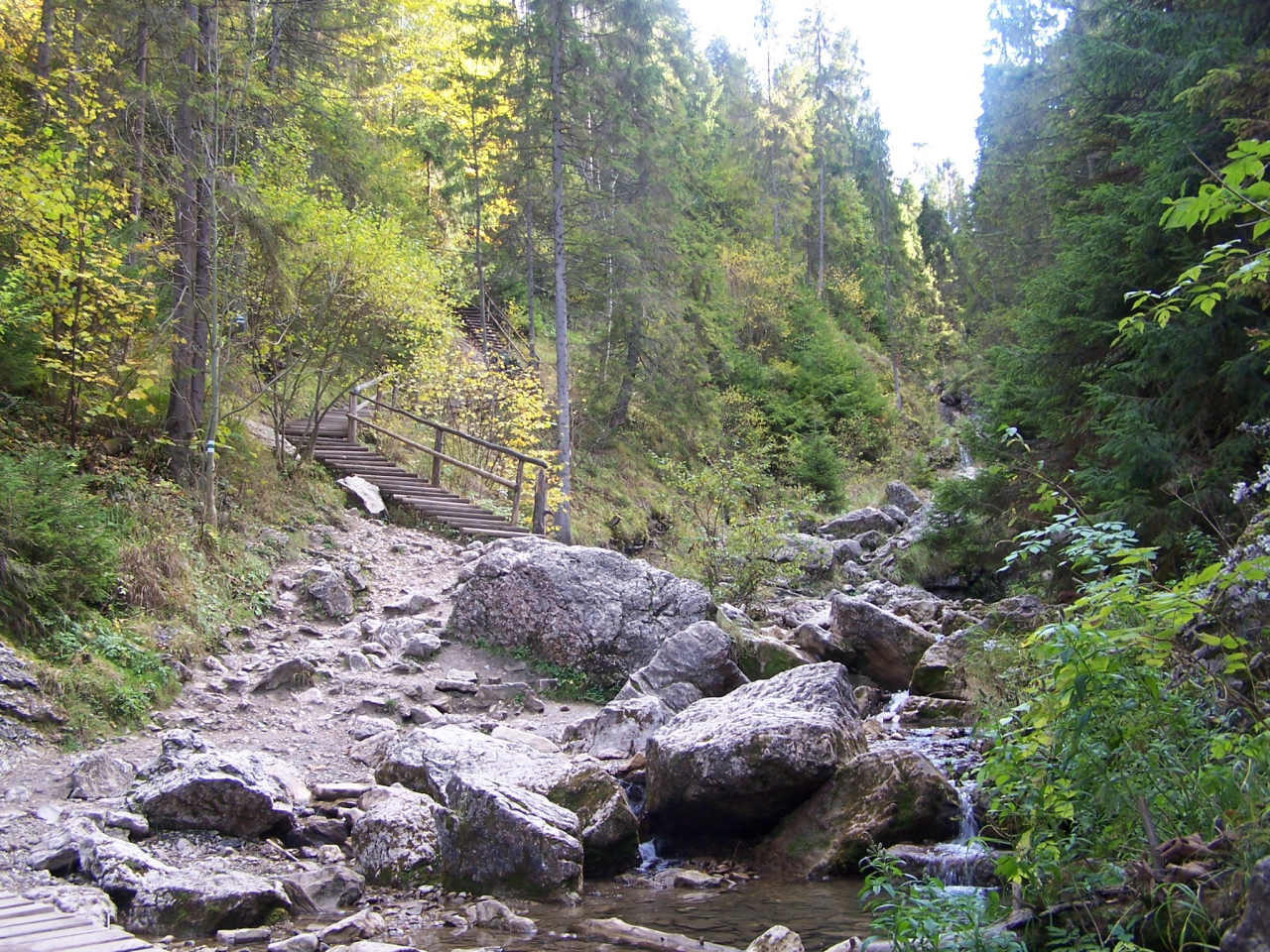
Середня частина ущелини

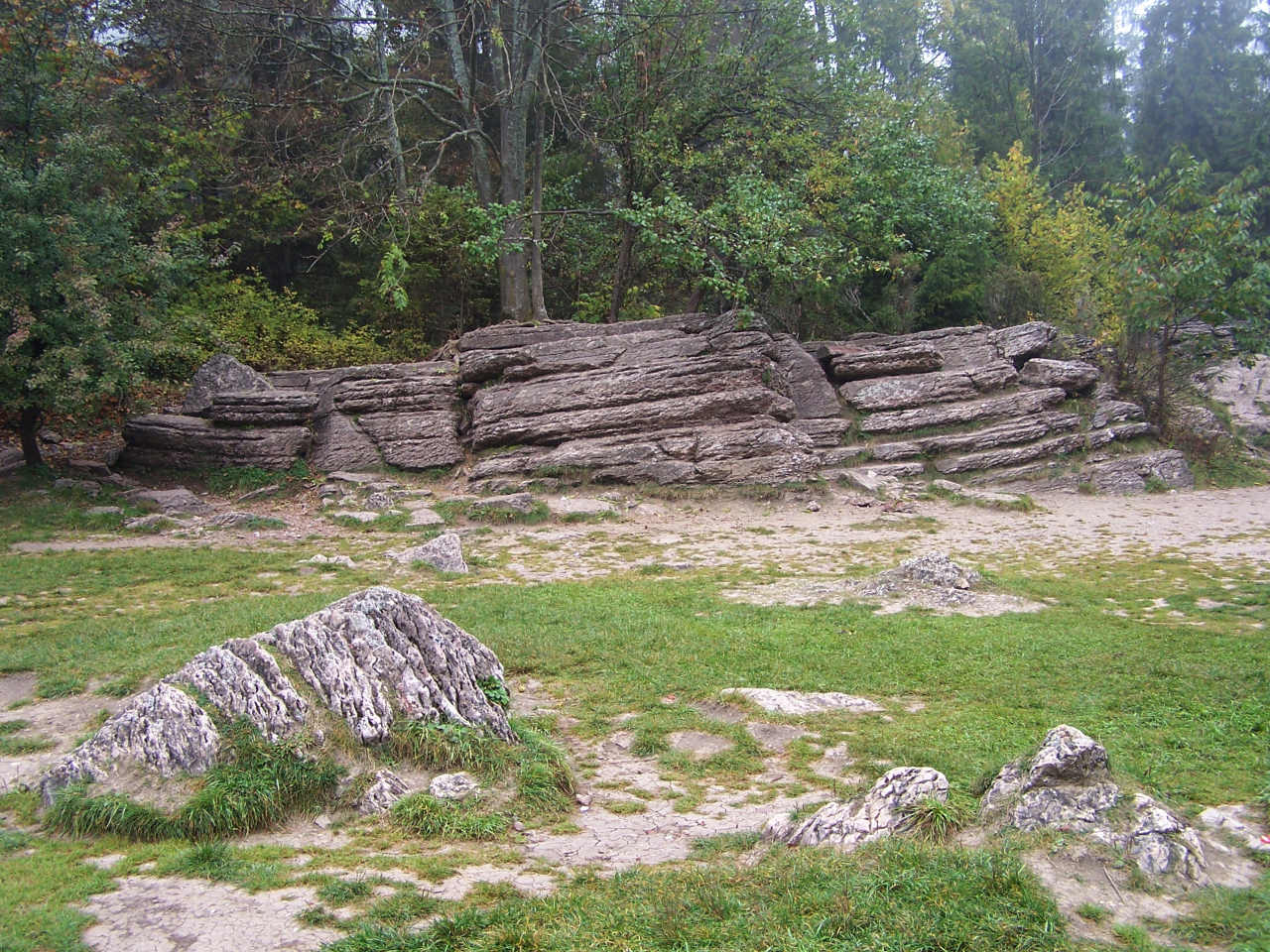
Дубантувська долинка. Кам'яні книги

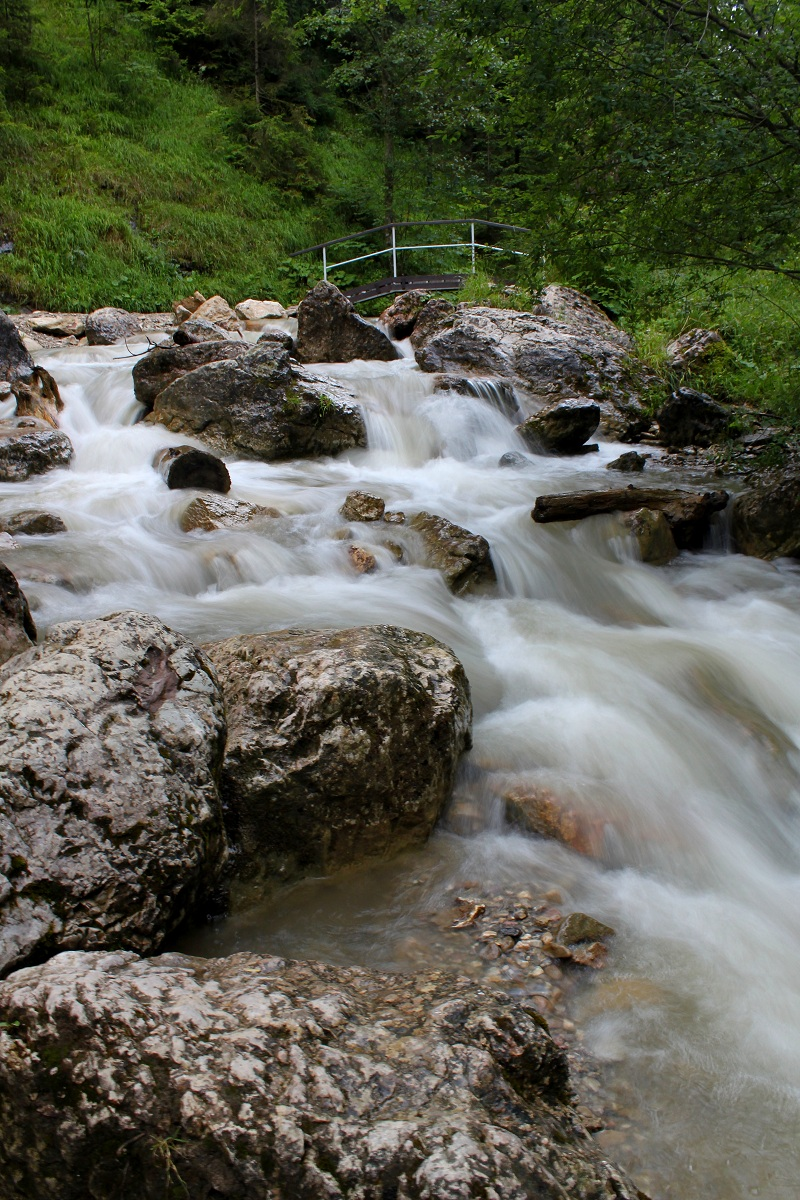
Кам'янка — потік, що протікає через ущелину Гомоле

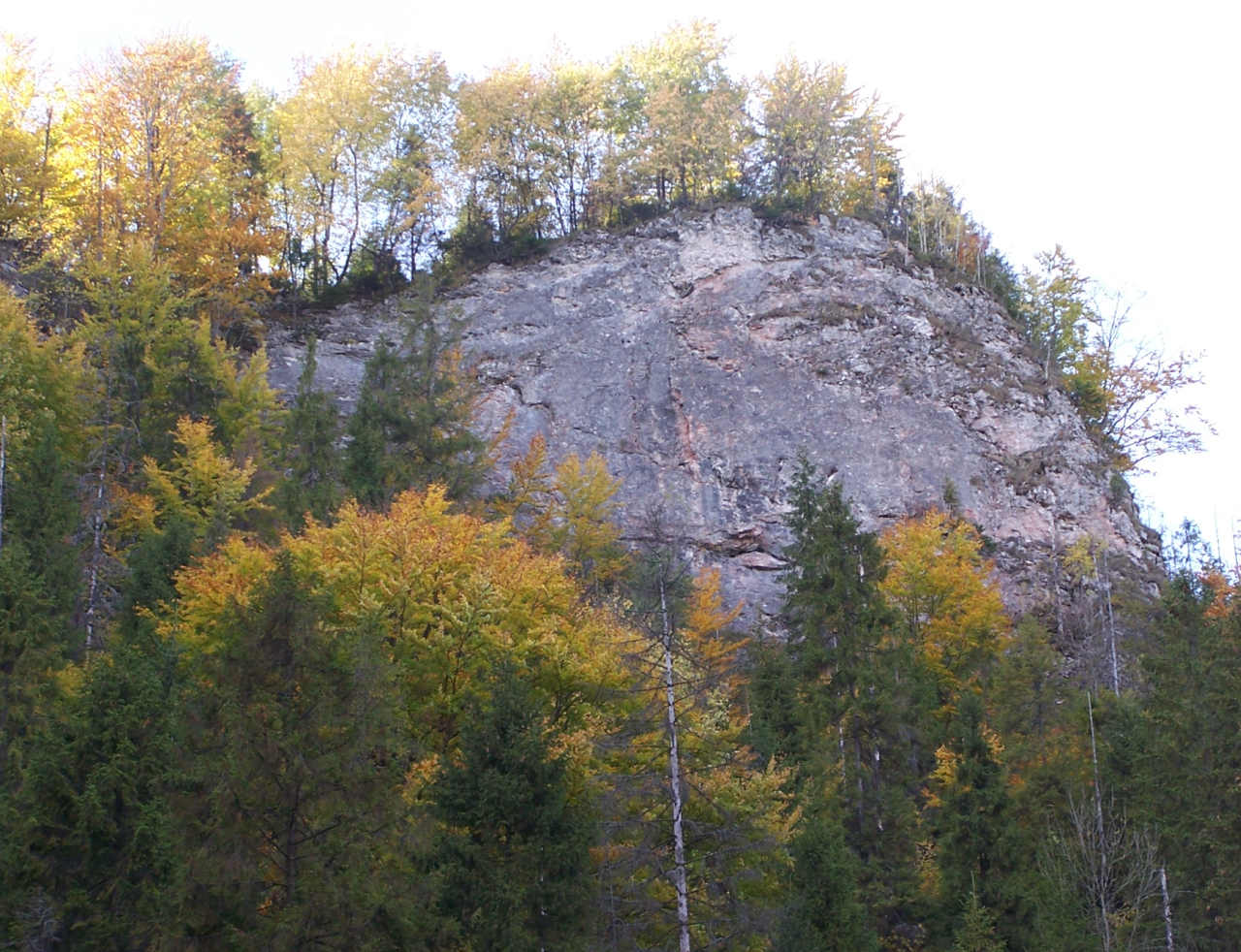
Ущелина Гомоле. Скелі

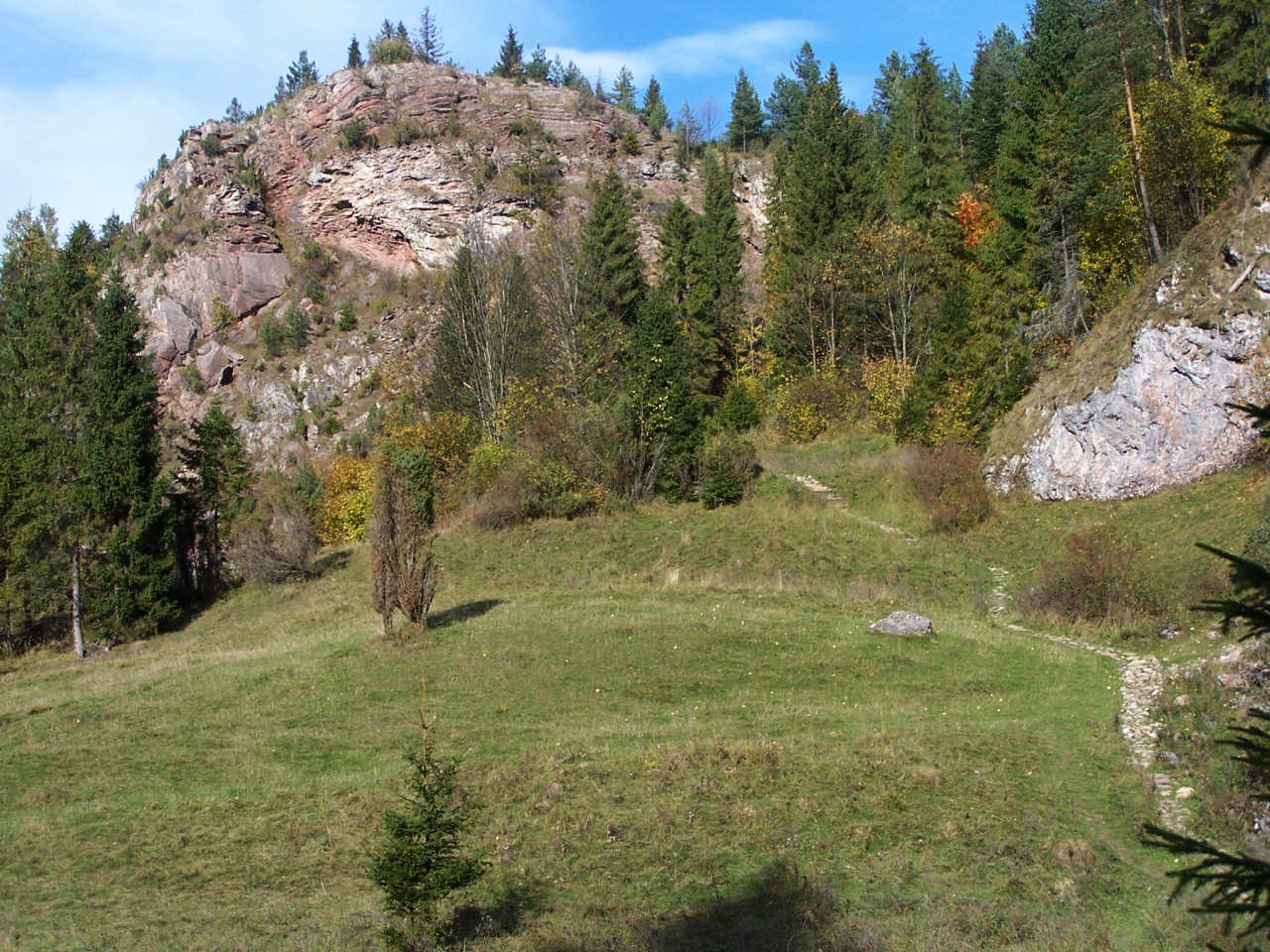
Дубантувська долинка над ущелиною

Ущелина Гомоле — це ущелина на півдні Польщі в П'єнінах, а точніше в Малих Пенінах, в місцевості Явірки поруч Щавниці. Назва походить від руського слова homoł, gomoł, що означає заокруглений, безрогий (йдеться про форму долини). Вона має довжину приблизно 800 м. 

## Загальні
Її стіни побудовані в основному з вапнякових порід юрського періоду і крейдового з домішкою шиферу та мергелю. Вона має дуже різноманітні форми та цікаву геологічну будову. По дну цієї дуже відомої ущелини, що вважається однією з найкрасивіших у Польщі, протікає потік Кам'янка, який також зіграв велику роль в ерозії корита ущелини. Потік створює численні каскади, а його річище містить величезні валуни. По ньому пливе кришталево чиста вода. У верхній частині ущелини у плейстоценовий період утворилися зсувні уламки. Рідкісні види кальцифіозних рослин та численні екземпляри фотофільного ялівцю ростуть на вапнякових скелях ущелини Гомоле. З 1963 року це природний заповідник, який часто відвідують туристи та шкільні подорожі.

## Генезис
Правильне формування ущелини Гомоле було розпочато в неогені. У той час було знижено місцеву ерозійний базіс, внаслідок чого блок Гомоле (в межах якого знаходиться яр) зазнав інтенсивної річкової ерозії. Передбачалося, що блок був піднятий уздовж поперечної осі до гірського поясу Пєніни, що призвело до створення системи розколених ущелин та активізації гравітаційних розломів. Внаслідок цього як результат річкової ерозії в скельному ґрунті дійшло до утворення глибокого яру. Ущелину Гомоле вирізано невеликим струмком Кам'янка, що тече зараз по його дну. Процес днопоглиблення ущелини, ймовірно, триває і донині, оскільки блок Гомоле все ще повільно підіймається.

## Історія
Довгий час (вже в XV столітті) його досліджували шукачі скарбів. Існує багато легенд, пов’язаних зі скарбами, захованими в ньому, також є історичні документи. Його ім'я знайдено, наприклад, у заповіті Пьотра Видґги, відомого свого часу шукача скарбів. Документ від 1529 р., так званий «Каструм Гомола» згадує порожній замок під назвою Гомола. Як свідчать археологічні дослідження, проведені в 1988 році, колись в ущелині Гомоле існував твердиня, захищена скелями та штучно виконаний рів з водою. Знайдено серед інших цеглини та фрагменти гончарства 16 століття. У 1547 році Станіслав Навойовський став власником усіх Яворків; можливо, замок було перебудовано. Пізніше, однак, знову впав в руїну. Перед створенням заповідника у яру було пасовисько, овець, впущених до нього, не треба було охороняти — вони не могли його покинути нікуди. 

## Опис туристичний
Туристична стежка кілька разів перетинає струмок. Раніше це долали, перестрибуючи великі камені на його дні, що вимагало трохи спритності, тепер для зручності туристів були зроблені металеві мости. Вхід до ущелини знаходиться прямо поруч із дорогою, що веде через Яворки, відразу за стоянкою і позначений великою табличкою. Перед входом до ущелини естетично зроблені інформаційні дошки та туристичний зарядний пункт у туристичному сезоні. Після перетину дерев’яного мосту потоку Каміонка, одразу ліворуч знаходиться скеля під назвою Вапєннік, за якою довга, майже вертикальна стіна хребта. На протилежному (правому) боці вища і крута Проквітовська гомола. У ньому є гірничі шахти — тут золото шукали раніше. За хребтом — Низька Скеля, висотою 70 м, за нею Висока Скеля, висотою 120 м. Породи скель мають червонуватий колір, що свідчить про вміст заліза. 
Далі маршрут веде уздовж лісистого та завалених щебенем великих валунів на схилі з лівого боку потоку. Досить крутим підходам сприяють дерев’яні сходи та поручні. Нас супроводжує звук потоку, що падає на каскади. Потік розділяється в декількох місцях. Шлях веде до Дубантувської долини, де є скошена поляна, лавки та столи для туристів. Існують так звані Кам’яні книги — скелі, на яких, за місцевими даними, була записана доля людини до кінця світу. З боку виходу з ущелини кам’яний вал та галявина навколо доріжки з природних каменів. Слідом за нею можна уважно оглянути вапнякові, скелі червоного кольору скелі на навколишніх схилах.

## Туристичні маршрути
— зелена пішохідна стежка через ущелину Гомоле, Дубантувську долинку, Рувенки та Полану під Вісокою на Вісокі Скалки.